# 6. Grenzbrigade Küste
Die 6. Grenzbrigade Küste (GBrK oder GBK) war ein militärischer Verband der Grenztruppen der Deutschen Demokratischen Republik. Ursprünglich aus der Grenzpolizei des Landes Mecklenburg hervorgegangen, wurde sie am 1. November 1961 formiert und existierte bis zur Deutschen Wiedervereinigung. Sie unterstand operativ den Seestreitkräften der DDR.

## Geschichte
Resultat des Zweiten Weltkrieges war die Aufteilung Deutschlands in Besatzungszonen. Zum 1. Dezember 1946 ordnete die Sowjetische Militäradministration in Deutschland (SMAD) an, in der Sowjetischen Besatzungszone Grenzpolizeieinheiten aufzustellen. Mit der Gründung der DDR wurden diese zum Grenzsicherungsorgan des Staates, dessen Grenzen bis dato von den sowjetischen Truppen überwacht worden waren. Die Sicherungsaufgaben wurden nun von der aus der SMAD hervorgehenden Sowjetischen Kontrollkommission (SKK) an die deutschen Organe übergeben. Ab dem 7. Januar 1950 erfüllte die Grenzbereitschaft Küste genannte Grenzpolizei des Landes Mecklenburg die Überwachungsaufgaben an der Ostseeküste. Auf Befehl 48/57 des Ministeriums des Innern der DDR vom 14. August 1957 erhielt die Grenzpolizei militärische Strukturen und wurde in acht Brigaden gegliedert, deren Stäbe sich in
1. Schwerin
2. Magdeburg
3. Erfurt
4. Rudolstadt
5. Groß Glienicke
6. Rostock
7. Frankfurt (Oder)
8. Karl-Marx-Stadt

befanden. Für den Schutz der Küstengrenze war nur eine Brigade (6.) mit drei Grenzbereitschaften vorgesehen, die aus zwei Bootsgruppen mit Standorten in Peenemünde und Rostock, zwölf Küstenbeobachtungsstellen und einer motorisierten Grenzabteilung mit 1596 Mann bestand. Die Spezialausbildungen fanden in der NVA statt. Am 1. November 1961 wurde die 6. Grenzbrigade dem Chef der Volksmarine, Konteradmiral Neukirchen, unterstellt und in 6. Grenzbrigade Küste umbenannt. Befehl 63/61 untermauerte die gemeinsamen Ziele der Volksmarine und des Verbandes zur Sicherung der Küste und des Küstenvorfeldes. Der Ehrenname „Fiete Schulze“ wurde der GBK am 7. Oktober 1964 verliehen.
Am 2. April 1990 wurde mit Befehl 46/90 die GBK aus der Volksmarine ausgegliedert und dem neu gegründeten Grenzschutz zugeteilt. Am 2. Mai 1990 wurde die GBK, wie die gesamten Grenztruppen der DDR, auf Beschluss des Ministerrates dem Ministerium des Innern der DDR unterstellt. Nach der deutschen Wiedervereinigung am 3. Oktober 1990 und der Auflösung der GBK sind nur wenige Angehörige von der Bundeswehr bzw. dem Bundesgrenzschutz übernommen worden.

### Aufgaben

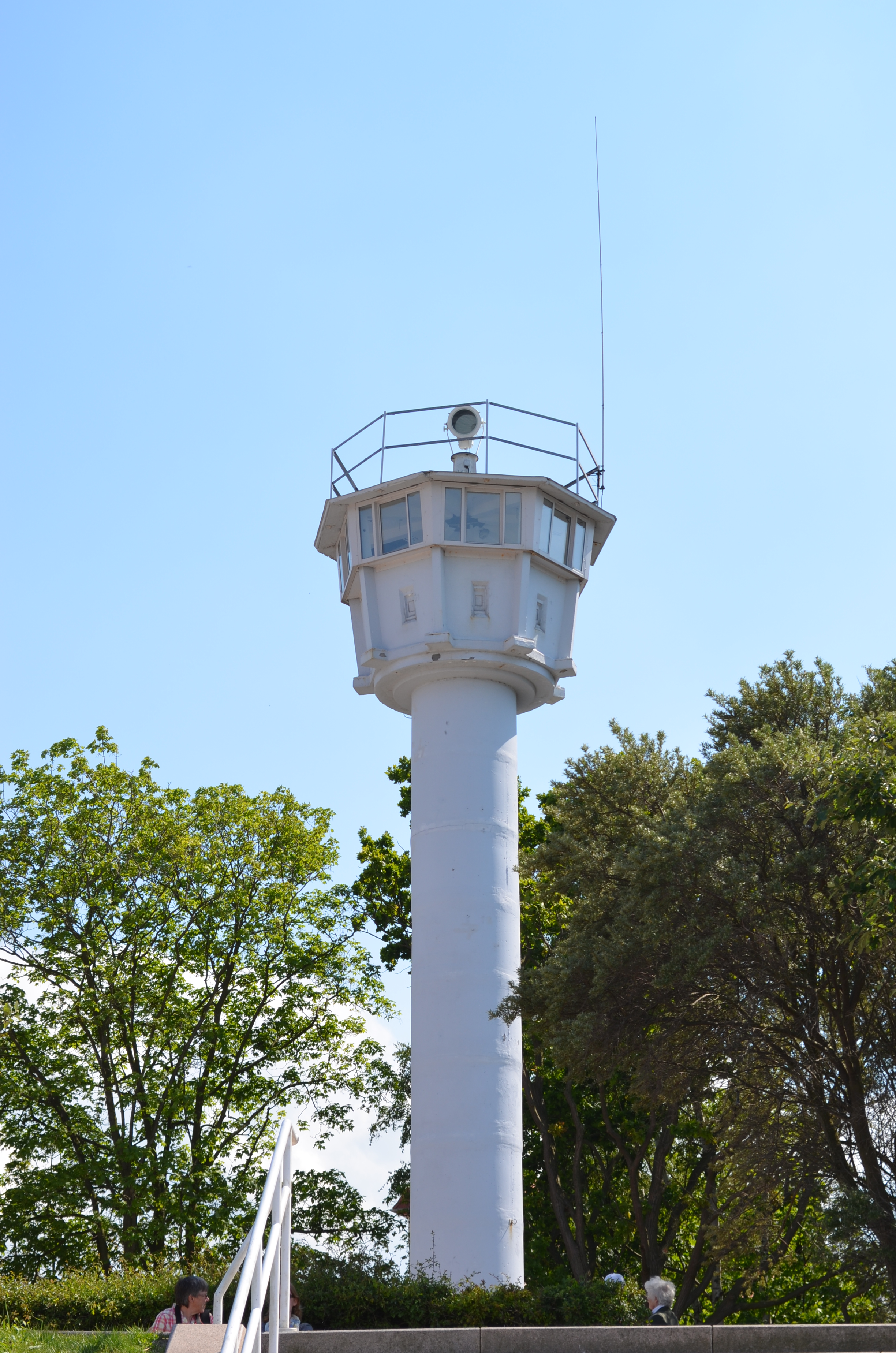
BT-11 in Kühlungsborn

Die hauptsächliche Aufgabe der GBK bestand in der Sicherung der 378 km langen Seegrenze sowie der Kontrolle der Berufs- und Sportschifffahrt. Außerdem überwachte sie 29,5 km der Grenze zu Polen, davon 9,5 km Landgrenze auf Usedom. Der Aufgabenerfüllung diente ein umfangreiches Beobachtungssystem, in dem stationäre und mobile Funkmessmittel, maximal vier MSR-Schiffe als Nahvorposten in den Territorialgewässern zwischen Lübecker Bucht und Kap Arkona, mindestens drei Boote auf den Ansteuerungen zu den Seehäfen Wismar und Stralsund, Beobachtungstürme mit Radar sowie mobile Flak-Scheinwerfer auf ZIL-130 mit 18 km Reichweite zum Einsatz kamen. Zur landseitigen Sicherung patrouillierten bewaffnete Postenpaare am Strand, die in zugewiesenen Streifenabschnitten eventuelle Grenzdurchbrüche verhindern sollten. Matrosen auf Küstenbeobachtungsstationen (KBS) bzw. Beobachtungskontrolltürmen (BT-11) kontrollierten den See- und Luftraum und sollten Klein- und Kleinstziele im Küstennahfeld erfassen. Seeseitig waren Vorpostenschiffe an der Dreimeilenzonengrenze im Einsatz, die vor Anker liegend visuell-optische oder funkmesstechnische Überwachungen vornahmen. Die Mehrheit der Fahrzeuge bestand aus ausgemusterten Schiffen der Volksmarine, die entsprechend den Erfordernissen der GBK umgerüstet wurden. An der Seeaußengrenze begleiteten die Vorpostenschiffe Aufklärungsfahrzeuge des Bundesgrenzschutzes.
Die drei Grenzschiffsabteilungen arbeiteten im Drei-Wochen-Rhythmus, der aus Grenzdienst, technischer Wartung und Ausbildung bestand. Unterstützt wurde die GBK durch die Volksmarine und deren Hubschraubergeschwader. Auf Schiffen und Booten waren als freiwillige Helfer Seeleute und Fischer für die GBK tätig. Außerdem arbeitete die GBK eng mit dem MfS, der Volkspolizei und der Bezirkszollverwaltung zusammen. Unterstützt wurde sie von Freiwilligen Helfern der Grenztruppen aus der Bevölkerung, die in Grenzkompanien organisiert waren. Sie belieferten die GBK mit Informationen über fremde und verdächtige Personen, die sich in Küstennähe aufhielten.
Die GBK war integraler Bestandteil des Gefechtsbereitschaftssystems der Volksmarine. Bei allen Stufen der Gefechtsbereitschaft hatten 85 Prozent des Personalbestandes anwesend zu sein.

## Gliederung
Die Grenzbrigade wurde durch den Stab mit sicherstellenden Einheiten von Rostock aus geführt. Sie bestand aus:
- drei Grenzschiffsabteilungen (GSA) mit 18 MSR-Schiffen
- drei Grenzbataillonen mit 12 technischen Beobachtungskompanien (TBK), 2 stationären technischen Beobachtungszügen (TBZ), 8 Grenzkompanien (GK), 2 Grenzbootgruppen (GBG) mit 16 Booten
- einem Grenzausbildungsbataillon
- einer selbständigen Grenzkompanie
- 14 mobilen technischen Beobachtungskompanien

In den 1980er-Jahren gliederte sie sich in folgende Einheiten:
Standort Rostock
- Grenzstabskompanie 6 (GStK-6)
- Grenzinstandsetzungskompanie 6 (GIK-6)
- Grenznachrichtenkompanie 6 (GNK-6)
- Grenzauswerte-, Rechen- und Informationsgruppe 6 (GARIG-6)

Grenzkompanie 1 (GK-1) (Bansin)
- Straßenkontrollpunkt Kamminke
- Wasserkontrollpunkt Kamminke
- Grenzabschnittsposten Altwarp

Grenzbataillon 2 (GB-2) (Stab Stubbenkammer)
- 2. Grenzkompanie (Sellin)
- 3. Grenzkompanie (Lohme)
- 1. technische Beobachtungskompanie (Greifswalder Oie)
- 2. technische Beobachtungskompanie (Sellin)
- 3. technische Beobachtungskompanie (Stubbenkammer)
- 4. technische Beobachtungskompanie (Arkona)
- 5. technische Beobachtungskompanie (Dornbusch)
- 1. technischer Beobachtungszug (Ruden)
- 2. technischer Beobachtungszug (Sassnitz)
- 3. technischer Beobachtungszug (Barhöft)
- Wasserkontrollpunkt Sassnitz
- Wasserkontrollpunkt Barhöft
- 2. Signalzug (Sassnitz)

Grenzbataillon 3 (GB-3) (Stab Graal-Müritz)
- 4. Grenzkompanie (Ahrenshoop)
- 5. Grenzkompanie (Graal-Müritz)
- 6. Grenzkompanie (Kühlungsborn)
- 6. technische Beobachtungskompanie (Darßer Ort)
- 7. technische Beobachtungskompanie (Wustrow)[8]
- 8. technische Beobachtungskompanie (Warnemünde)
- 9. technische Beobachtungskompanie (Kühlungsborn)
- Kontrollpunkt Warnemünde

Grenzbataillon 4 (GB-4) (Stab Tarnewitz)
- 7. Grenzkompanie (Kirchdorf (Poel))
- 8. Grenzkompanie (Brook)
- 10. technische Beobachtungskompanie (Poel)
- 11. technische Beobachtungskompanie (Boltenhagen)
- 12. technische Beobachtungskompanie (Barendorf)
- Kontrollpunkt Timmendorf
- Kontrollpunkt Tarnewitz
- Pionierzug 6 (Teil der GIK-6)

Grenzausbildungsbataillon 5 (GAB-5) (Kühlungsborn)
- Spezialausbildungskompanie
- Kfz-Ausbildungskompanie
- Unteroffiziersausbildungskompanie (auch in Perleberg)

Grenzschiffabteilungen
- 1. Grenzschiffabteilung (Sassnitz, ab 1. Dezember 1983 Warnemünde-Hohe Düne mit 6 MSR-Schiffen)
- 2. Grenzschiffabteilung (Warnemünde-Hohe Düne mit 6 MSR-Schiffen)
- 4. Grenzschiffabteilung (Warnemünde-Hohe Düne mit 6 MSR-Schiffen)

Grenzbootgruppen
Grenzkontrollboote (Typ GB 23 Bremse)
- 3. Grenzbootgruppe (Barhöft)
- 6. Grenzbootgruppe (Tarnewitz)

Grenzübergangsstellen (Güst)
- Güst-See Wismar
- Güst-See Stralsund
- Güst-See Sassnitz
- Güst-See Warnemünde
- Güst-See Rostock-Überseehafen
- Güst-See Mukran
- Güst-Straße Ahlbeck

Bootskompanie Dömitz

## Insignien
Ab 1. Februar 1962 wurde die Dienstflagge der Grenzbrigade Küste eingeführt. Ihr Aussehen entsprach der Dienstflagge der Volksmarine, unterschied sich aber durch einen grünen Streifen am linken Rand. Das Personal trug die Uniformen der Volksmarine. Die Paspelierung der Schulterstücken stimmte dagegen mit der Waffenfarbe der Grenztruppen überein. Unteroffiziere und Mannschaften führten auf dem Mützenband statt des Schriftzuges „Volksmarine“ „Grenzbrigade Küste“. Vor der taktischen Nummer der Schiffe und Boote stand ein „G“.

## Kommandeure
- Fregattenkapitän Fritz Fischer (1. November 1961–31. Dezember 1961)
- Kapitän zur See Heinrich Jordt (1. Januar 1962–30. November 1963)
- Fregattenkapitän Fritz Fischer (1. Dezember 1963–30. November 1964)
- Konteradmiral Heinrich Jordt (1. Dezember 1964–30. November 1979)
- Konteradmiral Herbert Städtke (1. Dezember 1979–30. September 1990)

## Vorkommnisse
Der Angehörige der Grenzbrigade Küste Bodo Strehlow versuchte 1979 gewaltsam mit einem Grenzüberwachungsschiff in den Westen zu gelangen. Er wurde wegen versuchten Mordes und Spionage zu lebenslanger Haft verurteilt und kam nach einer Amnestie 1989 frei.